# Andrei Shleifer
Andrei Shleifer (Moskou, 20 februari 1961) is een Russisch-Amerikaanse econoom en hoogleraar economie aan de Harvard University, het instituut waaraan hij sinds 1991 verbonden is. Shleifer werd in 1999 bekroond met de toen tweejaarlijkse John Bates Clark-medaille voor zijn baanbrekende werk op drie gebieden: corporate finance (corporate governance, recht en financiën), de economie van de financiële markten (afwijkingen van de theorie van de efficiënte markten), en de economie van transities. Het Clark-medaille citaat beschreef hem als

... een uitstekende econoom, die werkt in de oude Chicago traditie van het bouwen van eenvoudige modellen, met nadruk op fundamentele economische mechanismen, en die zorgvuldig kijkt naar het bewijs .... een steeds terugkerend thema in zijn onderzoek is de respectievelijke rol van markten, instituties en overheden."

IDEAS heeft hem in september 2014 als de meest geciteerde econoom van de wereld gerangschikt. Ook werd hij in 2007 als #1 vermeld op de lijst van 'meest geciteerde wetenschapper in algemene en bedrijfseconomie". Hij diende van 1992 tot 1997 als projectdirecteur van de Russische projecten van het Harvard Institute for International Development.

## Voetnoten
1. ↑  Andrei Shleifer, Clark medaille citation, aeaweb.org
2. ↑   Economist Rankings at IDEAS, Ideas.repec.org. Gearchiveerd op 8 december 2021.
3. ↑   "Most-Cited Scientists in Economics & Business", ISI Web of Knowledge
4. ↑   Wedel, Janine, Shadow Elite: How the World's New Power Brokers Undermine Democracy, Government, and the Free Market, New York:. Basic, 2009